# リチャード・ディーン (レーサー)
リチャード・アントニー・ディーン（Richard Antony Dean、1965年10月7日 - ）は、イギリスのレーシングドライバー。

## 経歴
1985年にイギリス・フォーミュラ・フォードに参戦しレースデビュー。1987年はフランス・フォーミュラ・フォード1600選手権に参戦し、同年10月にブランズ・ハッチで開催されたフォーミュラ・フォード・フェスティバルでは6位に入賞。なお、このレースの優勝者はエディ・アーバイン、2位アラン・メニュ、5位アラン・マクニッシュであった。
1988年、イギリスとフランスのFF1600選手権に出走後、イギリスF3選手権のNクラスにエディ・ジョーダン・レーシングからスポット参戦、翌1989年にジム・リー・レーシングのレイナード・893で本格参戦となったが、ポイントを挙げられなかった。
1990年、コブラ・モータースポーツへ移籍してイギリスF3000選手権にステップアップ。1勝を挙げ、チャンピオンを獲得したペドロ・チャベス、2位のアラン・メニュに次ぐシリーズ3位となった。1991年も、ポール・ワーウィック、フレドリック・エグブロム、ジュリアン・ウェストウッドに次いで4位となっている。国際F3000選手権にも1990年と1992年にスポット参戦した。
1993年にディーンは日本へ渡り、全日本F3選手権にフル参戦しシリーズ6位、1994年には最終戦・鈴鹿で1勝を挙げ4位となった他、全日本F3000選手権、全日本ツーリングカー選手権 (JTCC)、全日本GT選手権にも参戦した。ディーンは日本でのコンペティションを気に入り、インタビューでも「来年も日本で走るので応援してね」とコメントするなど、1995年もJTCCでの活動を希望していたが、良い体制のレースシートを獲得出来なかったため、拠点をイギリスへ戻した。
1995年以降ディーンはスポーツカーレースに切り替え、アメリカン・ル・マン・シリーズやFIA GT選手権に参戦。イギリスGT選手権では、1995年にチャンピオンを獲得。アメリカン・ル・マンでも2006年にシリーズ2位を獲得。2006年のル・マン24時間レースでは、クラス優勝も成し遂げている。
現在は、イギリスのレーシング・チーム『ユナイテッド・オートスポーツ』の共同代表を務めている。

## レース戦績

### 国際F3000選手権
| 年     | チーム                   | 1     | 2     | 3       | 4       | 5       | 6   | 7       | 8   | 9   | 10  | 11  | 順位 | ポイント |
| ------ | ------------------------ | ----- | ----- | ------- | ------- | ------- | --- | ------- | --- | --- | --- | --- | ---- | -------- |
| 1990年 | コブラ・モータースポーツ | DON 5 | SIL 7 | PAU Ret | JER Ret | MNZ Ret | PER | HOC     | BRH | BIR | BUG | NOG | 19位 | 2        |
| 1992年 | GL モータースポーツ      | SIL   | PAU   | CAT     | PER     | HOC     | NUR | SPA Ret | ALB | NOG | MAG |     | NC   | 0        |

### 全日本F3選手権
| 年     | チーム      | シャシー        | エンジン    | 1     | 2       | 3     | 4     | 5      | 6     | 7      | 8     | 9       | 10      | 順位 | ポイント |
| ------ | ----------- | --------------- | ----------- | ----- | ------- | ----- | ----- | ------ | ----- | ------ | ----- | ------- | ------- | ---- | -------- |
| 1993年 | Team LeMans | レイナード・933 | 無限・MF204 | SUZ   | TSU Ret | FSW 5 | SUZ 3 | SEN 18 | TAI 8 | MIN 10 | SUG 2 | SUZ 11  | SUZ Ret | 6位  | 12       |
| 1994年 | TOMEI OPEL  | ダラーラ・F394  | オペル・C20 | SUZ 6 | FSW 2   | TSU 5 | SUZ 4 | SEN 3  | TOK 4 | MIN 4  | AID 8 | SUG Ret | SUZ 1   | 4位  | 30 (31)  |

### 全日本GT選手権
| 年     | チーム      | コ.ドライバー | 使用車両            | タイヤ | クラス | 1   | 2   | 3      | 4   | 5   | 順位 | ポイント |
| ------ | ----------- | ------------- | ------------------- | ------ | ------ | --- | --- | ------ | --- | --- | ---- | -------- |
| 1994年 | Team LeMans | 石川朗        | 日産・フェアレディZ | B      | GT1    | FSW | SEN | FSW 11 | SUG | MIN | NC   | -        |